# Inoceramus Point
Inoceramus Point är en udde i Antarktis. Den ligger i Västantarktis. Argentina, Chile och Storbritannien gör anspråk på området.
Terrängen inåt land är kuperad åt nordost, men söderut är den platt. Havet är nära Inoceramus Point åt sydväst. Trakten är obefolkad. Det finns inga samhällen i närheten. 